# Dieter Nuhr
Dieter Nuhr, né le 29 octobre 1960 à Wesel, est un humoriste, auteur et présentateur allemand.

## Biographie
Après avoir quitté le lycée Leibniz à Düsseldorf, il étudia les Beaux-arts et l'Histoire à l'université d'Essen.
En 1987, il fit son apparition sur scène. Depuis 1994, Nuhr est toujours seul dans ses spectacles. Au début du XXIe siècle sa notoriété augmente avec des passages dans différentes émissions télévisées. Depuis 2004 il présente régulièrement des émissions sur différentes chaînes allemandes.
Nuhr est un des humoristes les plus populaires d’Allemagne, son spectacle Ich bin's Nuhr a attiré près de 500 000 spectateurs.

## Prix
- 1998 : Deutscher Kleinkunstpreis (Prix allemand des arts mineurs)
- 2000 : Bayerischer Kabarettpreis, Morenhovener Lupe
- 2003 : Deutscher Comedypreis - le meilleur live-act
- 2006 : Zeck-Kabarettpreis
- 2009 : Deutscher Comedypreis – meilleur comique
- 2010 : Deutscher Comedypreis – meilleur comique
- 2011 : Disque de platine pour Nuhr vom Feinsten, Health Media Award pour Nuhr unter uns
- 2013 : Disque de platine pour Ich bin’s Nuhr
- 2013 : Disque d’or pour Nuhr die Wahrheit
- 2014 : Jacob-Grimm-Preis Deutsche Sprache
- 2015 : Deutscher Comedypreis – meilleur comique
- 2016 : Prix Münchhausen
- 2016 : Deutscher Comedypreis – meilleur comique

## Publications

### CD
Note : Comme nur signifie seulement en allemand, il y a souvent des jeux de mots dans les titres de ses CD.
- 1995 : Nuhr am Nörgeln (Nuhr en critiquant ou Seulement en critiquant)
- 1997 : Nuhr weiter so (Nuhr continue ou Seulement comme ça)
- 1999 : Nuhr nach vorn (Nuhr en avant ou Seulement en avant)
- 2001 : www.nuhr.de
- 2002 : www.nuhr.de/2
- 2004 : Nuhr vom Feinsten (Le meilleur de Nuhr ou Seulement le meilleur)
- 2004 : Ich bin's Nuhr (C'est moi, Nuhr ou C'est seulement moi)
- 2007 : Nuhr die Wahrheit (Nuhr la vérité ou Seulement la vérité)

### Littérature
- 2006 : Gibt es intelligentes Leben (Y a-t-il une vie intelligente ?),  (ISBN 3-49-962076-6)